# Lijst van voetbalinterlands Mauritius - Seychellen
Deze lijst van voetbalinterlands is een overzicht van alle officiële voetbalwedstrijden tussen de nationale teams van Mauritius en de Seychellen. De landen hebben tot op heden 24 keer tegen elkaar gespeeld. De eerste ontmoeting, een kwalificatiewedstrijd voor de Afrikaanse Spelen 1987, werd gespeeld in Roche Caiman op 31 augustus 1986. Het laatste duel, een vriendschappelijke wedstrijd, vond plaats op 19 maart 2022 in Saint Pierre.

## Wedstrijden
| №  | Plaats       | Datum             | Competitie                                        | Wedstrijd              | Uitslag |
| -- | ------------ | ----------------- | ------------------------------------------------- | ---------------------- | ------- |
| 1  | Roche Caiman | 31 augustus 1986  | Afrikaanse Spelen 1987 kwalificatie               | Seychellen − Mauritius | 1 − 2   |
| 2  | Curepipe     | 14 september 1986 | Afrikaanse Spelen 1987 kwalificatie               | Mauritius − Seychellen | 2 − 0   |
| 3  | Curepipe     | 2 oktober 1988    | Afrika Cup 1990 kwalificatie                      | Mauritius − Seychellen | 3 − 0   |
| 4  | Roche Caiman | 16 oktober 1988   | Afrika Cup 1990 kwalificatie                      | Seychellen − Mauritius | 1 − 0   |
| 5  | Antananarivo | 25 augustus 1990  | Vriendschappelijk                                 | Mauritius − Seychellen | 2 − 0   |
| 6  | Roche Caiman | 28 augustus 1993  | Vriendschappelijk                                 | Seychellen − Mauritius | 2 − 6   |
| 7  | Port Louis   | 11 augustus 1996  | Afrika Cup 1998 kwalificatie                      | Mauritius − Seychellen | 1 − 0   |
| 8  | Victoria     | 24 augustus 1996  | Afrika Cup 1998 kwalificatie                      | Seychellen − Mauritius | 1 − 1   |
| 9  | Saint-Pierre | 15 augustus 1998  | Vriendschappelijk                                 | Seychellen − Mauritius | 4 − 3   |
| 10 | Port Louis   | 26 september 2002 | Vriendschappelijk                                 | Mauritius − Seychellen | 1 − 0   |
| 11 | Curepipe     | 2 september 2003  | Vriendschappelijk                                 | Mauritius − Seychellen | 0 − 0   |
| 12 | Roche Caiman | 28 juni 2006      | Vriendschappelijk                                 | Seychellen − Mauritius | 2 − 1   |
| 13 | Roche Caiman | 7 oktober 2006    | Afrika Cup 2008 kwalificatie                      | Seychellen − Mauritius | 2 − 1   |
| 14 | Antananarivo | 14 augustus 2007  | Vriendschappelijk                                 | Mauritius − Seychellen | 3 − 0   |
| 15 | Curepipe     | 9 september 2007  | Afrika Cup 2008 kwalificatie                      | Mauritius − Seychellen | 1 − 1   |
| 16 | Witbank      | 19 juli 2008      | COSAFA Cup 2008                                   | Seychellen − Mauritius | 7 − 0   |
| 17 | Roche Caiman | 6 augustus 2011   | Vriendschappelijk                                 | Seychellen − Mauritius | 2 − 1   |
| 18 | Roche Caiman | 13 augustus 2011  | Vriendschappelijk                                 | Seychellen − Mauritius | 1 − 1   |
| 19 | Kitwe        | 10 juli 2013      | COSAFA Cup 2013                                   | Mauritius − Seychellen | 4 − 0   |
| 20 | Rustenburg   | 21 mei 2015       | COSAFA Cup 2015                                   | Seychellen − Mauritius | 0 − 1   |
| 21 | Mapou        | 22 april 2017     | African Championship of Nations 2018 kwalificatie | Mauritius − Seychellen | 2 − 1   |
| 22 | Roche Caiman | 29 april 2017     | African Championship of Nations 2018 kwalificatie | Seychellen − Mauritius | 1 − 1   |
| 23 | Dhaka        | 20 januari 2020   | Vriendschappelijk                                 | Mauritius − Seychellen | 2 − 2   |
| 24 | Saint Pierre | 19 maart 2022     | Vriendschappelijk                                 | Mauritius − Seychellen | 0 − 0   |

## Samenvatting
| Competitie                                   | Totaal gespeeld | Winst Mauritius | Gelijk | Winst Seychellen | Doelsaldo Mauritius – Seychellen |
| -------------------------------------------- | --------------- | --------------- | ------ | ---------------- | -------------------------------- |
| Afrika Cup-kwalificatie                      | 6               | 2               | 2      | 2                | 7 − 5                            |
| African Championship of Nations-kwalificatie | 2               | 1               | 1      | 0                | 3 − 2                            |
| COSAFA Cup                                   | 3               | 2               | 0      | 1                | 5 − 7                            |
| Afrikaanse Spelen-kwalificatie               | 2               | 2               | 0      | 0                | 4 − 1                            |
| Vriendschappelijk                            | 11              | 4               | 4      | 3                | 20 − 13                          |
| Totaal                                       | 24              | 11              | 7      | 6                | 39 − 28                          |

MFA · Mauritiaans vrouwenelftal
1947 – 1959 · 
1960 – 1969 · 
1970 – 1979 · 
1980 – 1989 · 
1990 – 1999 · 
2000 – 2009 · 
2010 – 2019 ·
2020 – 2029
Angola ·
Botswana ·
Burundi ·
Comoren ·
Congo-Brazzaville ·
Congo-Kinshasa ·
Djibouti ·
Egypte ·
Equatoriaal-Guinea ·
Ethiopië ·
Fiji ·
Gabon ·
Ghana ·
Guinee ·
Hongkong ·
India ·
Indonesië ·
Ivoorkust ·
Kaapverdië ·
Kameroen ·
Kenia ·
Lesotho ·
Liberia ·
Libië ·
Macau ·
Madagaskar ·
Malawi ·
Malediven ·
Mauritanië ·
Mongolië ·
Mozambique ·
Namibië ·
Nepal ·
Nieuw-Caledonië ·
Oeganda ·
Pakistan ·
Qatar ·
Rwanda ·
Saint Kitts en Nevis ·
Sao Tomé en Principe ·
Senegal ·
Seychellen ·
Singapore ·
Soedan ·
Swaziland ·
Syrië ·
Tanzania ·
Togo ·
Tsjaad ·
Tunesië ·
Zambia ·
Zimbabwe ·
Zuid-Afrika
SFF · A-internationals · Seychels vrouwenelftal
1980 - 1989 · 
1990 - 1999 · 
2000 – 2009 · 
2010 – 2019 ·
2020 − 2029
Algerije ·
Angola ·
Bangladesh ·
Botswana ·
Burkina Faso ·
Burundi ·
Comoren ·
Congo-Kinshasa ·
Eritrea ·
Ethiopië ·
Gabon ·
Gambia ·
Ivoorkust ·
Kenia ·
Lesotho ·
Libië ·
Madagaskar ·
Malawi ·
Malediven ·
Mali ·
Mauritius ·
Mozambique ·
Namibië ·
Nigeria ·
Oeganda ·
Palestina ·
Rwanda ·
San Marino ·
Sierra Leone ·
Soedan ·
Sri Lanka ·
Swaziland ·
Tanzania ·
Tunesië ·
Zambia ·
Zimbabwe ·
Zuid-Afrika ·
Zuid-Soedan